# Maria Pietraru
Maria Pietraru (n. 18 februarie 1942, Pâncești, Bacău – d. 8 mai 1982, Bacău) a fost o interpretă de muzică populară din Moldova.
A fost angajată a Ansamblului folcloric „Rapsodia Română” din București, unde le-a avut colege pe Ștefania Rareș, Ana Toma (cântăreață) , Ana Piuaru. Dintre melodiile sale de succes pot fi amintite „Eu când am plecat de-acasă”, „Așa joacă tinerii”, „Dorul meu nu-i călător”, „Bădiță de pe Siret”.
A întreprins turnee în Canada, Franța, Germania, Anglia, China, Coreea, Polonia etc.
A fost căsătorită de două ori. A doua căsătorie a fost cu fratele vitreg al lui Ion Dolănescu, Constantin Dolănescu, cu care a avut un fiu.

## Distincții
- Ordinul Meritul Cultural clasa a V-a (12 septembrie 1968) „pentru merite deosebite în activitatea muzicală”[1]
- Medalia de aur la Festivalul internațional al studenților de la Sofia (1968)
- „Zeița de argint” la Festivalul internațional de folclor de la Efes